# Cal Xinquet
Cal Xinquet és una masia situada al municipi d'Odèn, a la comarca catalana del Solsonès.